# Ray Heredia
José «Ray» Heredia Bermúdez (Madrid, 25 de mayo de 1963 - Madrid, 17 de julio de 1991) fue un cantante y compositor español, precursor del denominado «Nuevo flamenco».

## Biografía
Nació en Madrid en 1963 en una familia gitana de bailaores de gran prestigio flamenco; su padre era el bailaor El Josele.
Miembro fundador del grupo Ketama, en este grupo fue cantante y guitarrista, además de encargarse de la percusión y componer muchas de las canciones. Por su capacidad de tocar prácticamente cualquier instrumento, le llevó a ser conocido con el sobrenombre de «el Prince Español».
Tras participar en el primer disco de Ketama, titulado Ketama (1985), Heredia abandonó la formación para comenzar su carrera en solitario, en 1991, con el álbum Quien no corre, vuela.
El disco fue publicado el 6 de junio de 1991. Heredia falleció pocos días después, el 17 de julio de 1991, a causa de una sobredosis en el poblado chabolista de La Celsa, en Madrid. 
La banda sonora de la película Sobreviviré (1999), de David Menkes y Alfonso Albacete,  fue un gran éxito en ventas e incluía como tema principal el renombrado tema «Alegría de vivir», sacado del álbum de Ray Heredia.

## Discografía
- Flamenco En El Teatro Real (1981, con Juan Peña «El Lebrijano»)[5]
- Cruz y Luna (1983, con Enrique Morente)[6]
- Ketama (1985, con Ketama)[7]
- Juego de niños (1986, con Rafael Riqueni)[8]
- Las cigarras son quizá sordas (1991, con Jorge Pardo)[9]
- Quien no corre, vuela (1991)

En 2016 se publica el álbum homenaje Por Ray Heredia, en el que diversos artistas interpretan canciones suyas.